# Goła Dąbrowa

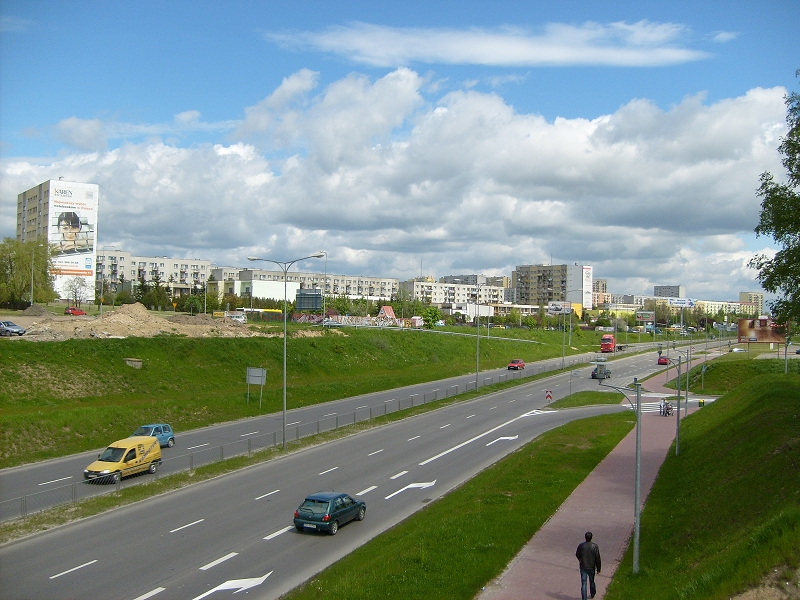
Osiedle Świętokrzyskie (południowa strona) położone na Gołej Dąbrowie

 Goła Dąbrowa (348 m n.p.m.) – znajdujące się w północnej części Kielc najwyższe wzniesienie Wzgórz Szydłówkowskich. 
Nazwa wzniesienia oznaczała przestrzeń wykarczowaną z dębów bądź też ubogą w leśne poszycie. 
Obecnie szczyt i jego okolice zajmuje osiedle Świętokrzyskie, na północnym stoku osiedle Na Stoku, a na południowym osiedle Słoneczne Wzgórze, które powstały na przełomie lat 70. i 80. XX wieku. Od wschodniej strony góry znajdują się rozległe tereny największego w Polsce ogrodu działkowego, ogrodu im. Stefana Żeromskiego.